# Deutsche Leichtathletik-Hallenmeisterschaften 1968
Die 15. Deutschen Leichtathletik-Hallenmeisterschaften fanden am 2. März 1968 in der Stuttgarter Killesberg Halle statt.

## Medaillengewinner Männer
| Disziplin      | Gold                                                                               | Leistung   | Silber                                                                       | Leistung   | Bronze                                                                      | Leistung   |
| -------------- | ---------------------------------------------------------------------------------- | ---------- | ---------------------------------------------------------------------------- | ---------- | --------------------------------------------------------------------------- | ---------- |
| 60 m           | Jobst Hirscht (SV Polizei Hamburg)                                                 | 6,5 s      | Gerhard Wucherer (TSV München-Ost)                                           | 6,6 s      | Hans-Jürgen Ehemann (SV St. Georg von 1895)                                 | 6,6 s      |
| 200 m          | Bernd Jacob (Kölner Turnerschaft von 1843)                                         | 21,6 s     | Dieter Hübner (FV Salamander Kornwestheim)                                   | 21,6 s     | Günter Kreuzer (LG Nierstein-Oppenheim)                                     | 22,1 s     |
| 400 m          | Manfred Kinder (Wuppertaler SV)                                                    | 47,1 s     | Hans Reinermann (OSV Hörde)                                                  | 47,5 s     | Horst Daverkausen (ASV Köln)                                                | 47,5 s     |
| 800 m          | Franz-Josef Kemper (Preußen Münster)                                               | 1:51,7 min | Jochen Vollbehr (SC Charlottenburg)                                          | 1:52,2 min | Manfred Mentges (SV Bayer 04 Leverkusen)                                    | 1:52,2 min |
| 1500 m         | Karl Eyerkaufer (SV Schwalbe Hanau)                                                | 3:47,5 min | Urs Lufft (KSV Hessen Kassel)                                                | 3:48,1 min | Ulrich Brugger (Stuttgarter Kickers)                                        | 3:48,2 min |
| 3000 m         | Wolfgang Zur (TuS Rot-Weiss Wuppertal)                                             | 8:06,0 min | Gerd Mölders (Emmericher TV)                                                 | 8:07,0 min | Lutz Philipp (ASC Darmstadt)                                                | 8:08,8 min |
| 60 m Hürden    | Günther Nickel (SV Bayer 04 Leverkusen)                                            | 7,9 s      | Hinrich John (Hannover 96)                                                   | 7,9 s      | Roland Strohhäcker (VfB Stuttgart)                                          | 8,0 s      |
| 4 × 400 m      | TSV 1860 München (Hans Jäger, Volker Stöckel, Rainer Schubert, Martin Jellinghaus) | 3:13,1 min | Wuppertaler SV (Werner Corts, Jürgen Schmidt, Klaus Langele, Manfred Kinder) | 3:16,0 min | SC Charlottenburg (Armin Mohr, Klaus Ernst, Jürgen Zerges, Christian Hoyer) | 3:17,0 min |
| 3 × 1000 m     | Preußen Münster (Manfred Arntz, Wolf-Jochen Schulte-Hillen, Harald Norpoth)        | 7:13,0 min | Hamburger SV (Udo-Jürgen Hennig, Erk Maasch)                                 | 7:22,2 min | Sportfreunde Siegen (Jürgen Müller, Hansmann, Manfred Schleime)             | 7:29,0 min |
| Hochsprung     | Gunther Spielvogel (SV Bayer 04 Leverkusen)                                        | 2,12 m     | Ingomar Sieghart (TSV 1860 München)                                          | 2,09 m     | Michael Wildförster (TSV 1860 München)                                      | 2,06 m     |
| Stabhochsprung | Wolfgang Reinhardt (SC Eintracht Kerpen)                                           | 4,90 m     | Robert Anders (FV Salamander Kornwestheim)                                   | 4,90 m     | Claus Schiprowski (SV Bayer 04 Leverkusen)                                  | 4,80 m     |
| Weitsprung     | Michael Sauer (USC Mainz)                                                          | 7,70 m     | Bernhard Stierle (FV Salamander Kornwestheim)                                | 7,65 m     | Hans Baumgartner (TV Heppenheim)                                            | 7,49 m     |
| Dreisprung     | Michael Sauer (USC Mainz)                                                          | 16,77 m    | Joachim Kugler (USC Mainz)                                                   | 15,99 m    | Günter Krivec (USC Mainz)                                                   | 15,49 m    |
| Kugelstoßen    | Heinfried Birlenbach (Sportfreunde Siegen)                                         | 19,12 m    | Traugott Glöckler (USC Heidelberg)                                           | 18,18 m    | Hein-Direck Neu (USC Mainz)                                                 | 18,02 m    |

## Medaillengewinner Frauen
| Disziplin   | Gold                                                                                   | Leistung   | Silber                                                                                          | Leistung   | Bronze                                                                                    | Leistung   |
| ----------- | -------------------------------------------------------------------------------------- | ---------- | ----------------------------------------------------------------------------------------------- | ---------- | ----------------------------------------------------------------------------------------- | ---------- |
| 60 m        | Hannelore Trabert (OSC Berlin)                                                         | 7,4 s      | Erika Rost (FC Schalke 04)                                                                      | 7,4 s      | Renate Meyer (OSC Berlin)                                                                 | 7,6 s      |
| 200 m       | Christa Elsler (MTV Peine)                                                             | 24,9 s     | Elisabeth Kamphues (TuS 04 Leverkusen)                                                          | 25,0 s     | Jutta Schachler (SSV Ulm 1846)                                                            | 25,6 s     |
| 400 m       | Gisela Köpke (MSV Duisburg)                                                            | 55,0 s     | Birgit Hefti (SV Lurup)                                                                         | 56,3 s     | Christine Linz (TuS 04 Leverkusen)                                                        | 57,0 s     |
| 800 m       | Helga Henning (SV Polizei Hamburg)                                                     | 2:12,0 min | Jutta von Haase (TSV Zehlendorf 88)                                                             | 2:12,6 min | Christa Merten (VfL Wolfsburg)                                                            | 2:13,1 min |
| 60 m Hürden | Inge Schell (TSV 1860 München)                                                         | 8,4 s      | Ursula Farthmann (Osnabrücker TV)                                                               | 8,4 s      | Walburga Waneck (TSV 1860 München)                                                        | 8,5 s      |
| 4 × 200 m   | OSC Berlin (Renate Meyer, Gabriele Großekettler, Marlies Fünfstück, Hannelore Trabert) | 1:39,7 min | TuS 04 Leverkusen (Doris Schweimanns, Christine Linz, Heidemarie Rosendahl, Elisabeth Kamphues) | 1:42,7 min | DJK Eintracht 09 Bonn (Renate Rhein, Helga Zimmermann, Renate Trimborn, Veronika Taudien) | 1:43,2 min |
| Hochsprung  | Charlotte Marx (USC Mainz)                                                             | 1,66 m     | Rita Kreß (Hamburger SV)                                                                        | 1,63 m     | Bärbel Sprywald (VfL Bochum)                                                              | 1,63 m     |
| Weitsprung  | Heidemarie Rosendahl (TuS 04 Leverkusen)                                               | 6,21 m     | Ursula Künzel (TSG Ulm 1846)                                                                    | 6,10 m     | Bärbel Michael (Hamburger SV)                                                             | 5,89 m     |
| Kugelstoßen | Marlene Fuchs (ETSC Euskirchen)                                                        | 16,53 m    | Liesel Westermann (TuS 04 Leverkusen)                                                           | 15,94 m    | Gertrud Schäfer (SV Bayer 04 Leverkusen)                                                  | 15,83 m    |